# Club olympique Courbevoie
Le Club Olympique Courbevoie est un club de hockey sur glace de Courbevoie, banlieue de Paris, évoluant en division 2 (troisième niveau national). Son site web est coqs-hockey.fr

## Historique

Le club est fondé en 1972 à la suite de l'ouverture d'une patinoire municipale sous le centre commercial Charras.
Le coq, symbole de l'équipe, provient de l'acronyme du club (COC). Les supporters se sont eux baptisés les Rooster's (« coq » en anglais).
En 2016, à cause de difficultés financières majeures, le club de Courbevoie est rétrogradé en division 3.

## Joueurs

### Les capitaines
Voici la liste des capitaines de l'histoire du Club olympique Courbevoie :
- 2004-2006 : Rishi Ovide-Etienne
- 2006-2007 : Arnaud De Corte
- 2007-2008 : Grégory Boissière
- 2008-2011 : William Place
- 2011-2012 : Grégory Boissière
- 2012-2014 : Alexandre Motte
- 2014-2015 : Eddy Martin-Whalen
- 2015-2016 : Alexandre Motte
- 2016-2017 : Aki Uola
- 2017-2019 : Guillaume Besson
- 2019-2023 : William Place
- Depuis 2023 : William Prudent